# Richard Guérineau
Pour les articles homonymes, voir Guérineau.
Richard Guérineau, né le 18 novembre 1969 à La Roche-sur-Yon, est un auteur de bande dessinée français.

## Biographie
Richard Guérineau commence par un baccalauréat scientifique puis étudie les arts plastiques pour finalement se diriger vers la bande dessinée. Il rencontre Eric Corbeyran et ils vont initier leur collaboration avec la série L’As de pique à partir de 1994 en réalisant trois tomes.
En 1997, il commence la réalisation de la série Le Chant des Stryges. Il dessinera 18 tomes jusqu'en 2018. L'histoire est celle d'un responsable de la sécurité du Président des Etats-Unis qui après une tentative d'assassinat sur ce dernier va perdre son travail et mener une enquête sur différents services d'espionnage. Il réalise que des créatures jusqu'alors inconnues, les Stryges, modifient le cours de la civilisation humaine, usant de corruption ou d'amnésie d'éventuels témoins. Pour le tome 15, S.Salin note que "Côté dessin, même constat ! L’univers graphique de Richard Guérineau est depuis longtemps en place et fait désormais preuve d’une constance quasi clinique et ce jusque dans la mise en couleur !".
Sur cette période, il dessinera des livres indépendamment de la série. On notera Paroles de sourd en 2005, Après la nuit en 2008. De 2007 à 2010, il contribue au scénario d'une autre série Le Syndrome de Hyde, en collaboration avec Eric Corbeyran. En 2010, il réalise le deuxième tome de la série Le casse qui en comptera 6, chacun avec des scénaristes et dessinateurs différents. En 2012, il participe aussi à la collection collective XIII Mystery et dessine le tome 5 Steve Rowland, scénarisé par Fabien Nury. Il collaborera de nouveau à cette collection en 2024 dans le cadre de l'album collectif et tome 14 Traquenards et sentiments.
En 2013, il commence une série de livres biographiques avec Charly 9 une adaptation d'un roman de Jean Teulé. A la fois le travail scénaristique et le style de dessin sont convaincants et M.Leroy note "Le choix historiographique étant complètement assumé, il ne reste plus qu'à se laisser porter par le travail admirable de Richard Guérineau". L'adaptation du roman est considérée comme réussie.
En 2017, il scénarise et dessine le livre Henriquet l'homme reine. Son travail est salué pour sa rigueur historique: "Richard Guérineau poursuit l’adaptation des hauts faits de la politique en France à la fin du XVIè siècle. Son travail repose sur une connaissance parfaite et une transcription fidèle des épisodes qui ont ponctué la période en question (1575-1589)". En 2019, il adapte de nouveau un roman de Jean Teulé Entrez dans la danse. Le livre recoit de bonnes critiques à la fois pour l'adaptation et le dessin.
En 2020, il dessine Croke Park - Dimanche sanglant à Dublin sur un scénario de Sylvain Gâche. Le récit reprend les évènements tragiques de 1920 dans le stade dublinois puis les réconciliations en 2007 grâce à un match de rugby. En 2021, il dessine le volume Seul le silence sur un scénario  de Fabrice Colin qui adapte un roman de R. J. Ellory sur l'enfance d'un écrivain américain qui a été bouleversé dans son enfance par une série de meurtres dans les années 50.
En 2023, il commence une nouvelle série historique, scénarisée par Alain Ayroles et nommée L'ombre des lumières. L'histoire compte deux tomes publiés en 2023 L'ennemi du genre humain et en 2024 Dentelles et Wampum. L'histoire raconte la vie du chevalier de Saint Sauveur, malfaisant chronique. Comme le relève N.Autier "Un mot appuyé enfin pour rendre justice au superbe travail graphique de Richard Guérineau qui se marie à merveille au scénario d’Alain Ayroles. La finesse de l’un renvoie à la précision de l’autre tandis que l’élégante énergie de celui-là fait écho à l’intelligente subtilité de celui-ci",.

## Œuvres

### One shots
- La cuisine de Bertheline , BD Lire Éditions,  (ISBN 2952381208), 2005
Scénario : Collectif  - Dessin : Richard Guérineau et Collectif - Couleurs : Quadrichromie

- Après la nuit , Delcourt,  (ISBN 9782756010632), 2008
Scénario : Henri Meunier, Richard Guérineau  - Dessin : Richard Guérineau - Couleurs : Raphaël Hédon

- Opération série B! , Delcourt,  (ISBN 2000009421200[à vérifier : ISBN invalide]), 2008
Scénario : Collectif   - Dessin : Richard Guérineau et Collectif - Couleurs : Quadrichromie

- Le souffle coupé, regards sur la filature de Ligugé , BD Lire Éditions,  (ISBN 9782952381215), 2010
Scénario et couleurs : Elvire De Cock  - Dessin : Richard Guérineau et Collectif

- Charly 9 , Delcourt,  (ISBN 9782756033525), 2013
Scénario : Richard Guérineau d’après une histoire de Jean Teulé  - Dessin et couleurs : Richard Guérineau

- Hommage à Bécassine , Gautier-Languereau,  (ISBN 9782014601718), 2016
Scénario : Collectif  - Dessin : Richard Guérineau et Collectif - Couleurs : Quadrichromie

- Henriquet l’homme reine , Delcourt,  (ISBN 9782756070827), 2017
Scénario, dessin et couleurs : Richard Guérineau

- Entrez dans la danse , Delcourt,  (ISBN 9782413013716), 2019
Scénario : Richard Guérineau d’après Jean Teulé  - Dessin et couleurs : Richard Guérineau

- Croke Park – Dimanche sanglant à Dublin , Delcourt,  (ISBN 9782413020134), 2020
Scénario : Sylvain Gâche  - Dessin et couleurs : Richard Guérineau

- Seul le silence , Philéas,  (ISBN 9782491467111), 2021
Scénario : Fabrice Colin d’après R. J. Ellory  - Dessin et couleurs : Richard Guérineau

- Le crime parfait , Philéas,  (ISBN 9782491467883), 2022
Scénario : Collectif  - Dessin : Richard Guérineau et Collectif - Couleurs : Quadrichromie et <N&B>

- L’alibi , Philéas,  (ISBN 9782385020187), 2023
Scénario : Collectif  - Dessin : Richard Guérineau et Collectif - Couleurs : Quadrichromie

### Couvertures
- Le 3e œil, scénario d'Éric Corbeyran, dessins d'Espé, Delcourt - Machination

2. Maud (2009)
- Uchronie(s), scénario d'Éric Corbeyran, Glénat - Grafica
  - New Byzance, dessins d'Éric Chabbert

  1. Ruines (2008)
  2. Résistances (2009)
  3. Réalités (2010)]

  - New Harlem, dessins de Tibéry

  1. Rapt (2008)
  2. Rétro-Cognition (2009)
  3. Révisionnisme (2010)

  - New York, dessins de Djilalli Defali

  1. Renaissance] (2008)
  2. Résonances (2009)
  3. Retrouvailles (2010)

  - Épilogue (2011)

### Autres
- Portfolio Guérineau (1999)